# Spondias tuberosa
Spondias tuberosa, Imbu
Espèce

Spondias tuberosa, communément appelé « imbu », prononcé en portugais : [ũˈbu], [ĩˈbu] en français et dans diverses langues, est une espèce de plantes dicotylédones de la famille des Anacardiaceae, originaire du nord-est du Brésil. Ce sont de petits arbres, qui dépassent rarement six mètres de haut et dont les fruits charnus (drupes) sont comestibles. Il produiraient sans doute les meilleurs fruits du genre Spondias. 

## Description
Spondias tuberosa est un petit arbre qui dépasse rarement 6 mètres, et porte une grande couronne de 10 mètres de diamètre. Son fruit rond est de couleur verte, devenant jaune clair à rouge, d'une taille variable de 2-4 centimètres (entre une cerise et un citron), et comporte une peau lisse coriace. La chair, tendre et juteuse, avec un goût sucré et un arôme caractéristique, recouvre un noyau unique. Quand il arrive à maturité après dix années de croissance, cet arbre sauvage porte des fruits une fois par an et peut produire jusqu'à 300 kilogrammes de fruits par récolte. 
Il peut stocker jusqu'à 3 000 litres d'eau pendant la saison sèche, grâce à son robuste système racinaire constituant un vaste réseau de tubercules, d'où son nom qui proviendrait de l'expression autochtones "o-mo-u" signifiant arbre qui donne à boire. 

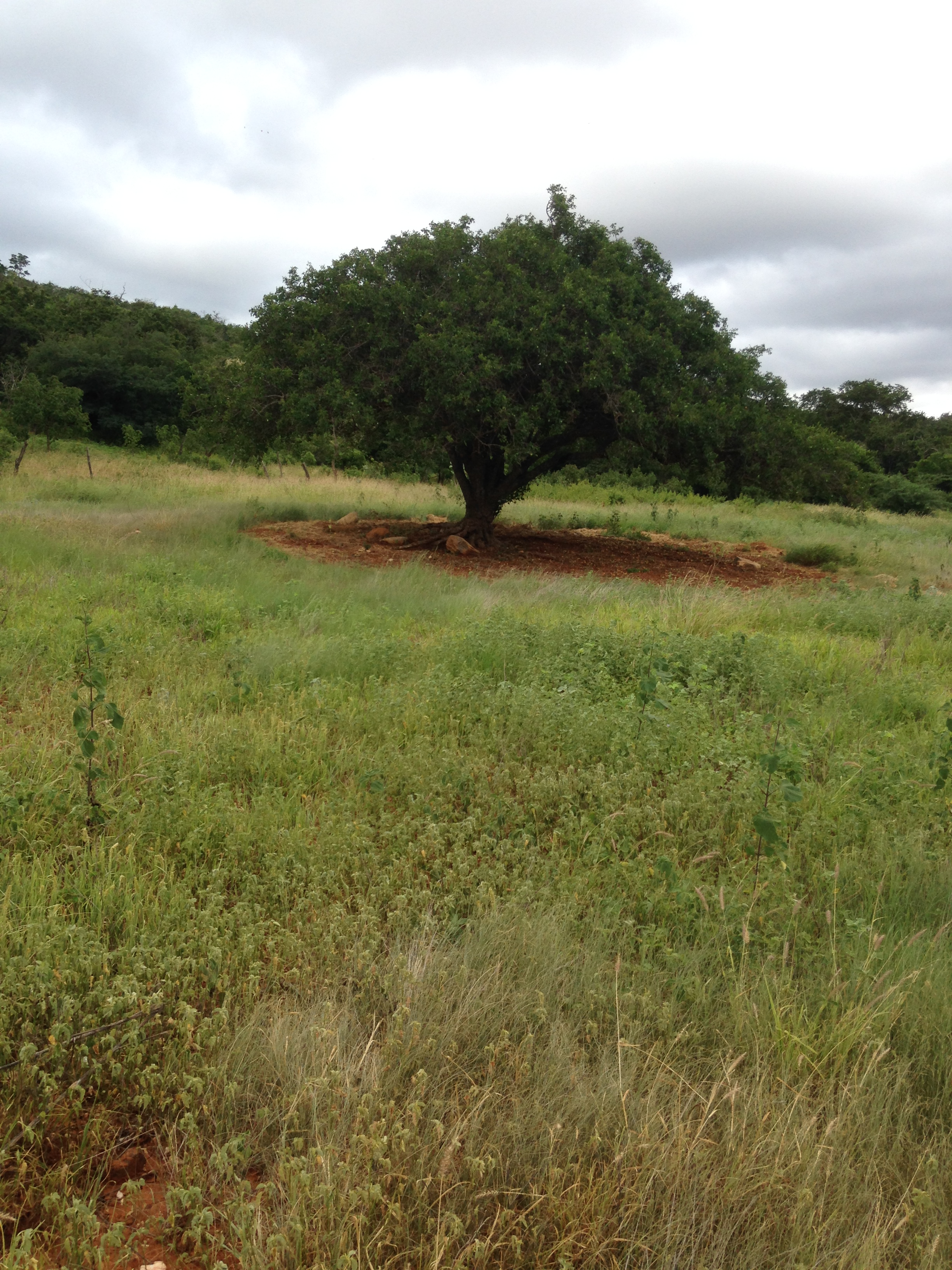
Spondias tuberosa : individu in situ
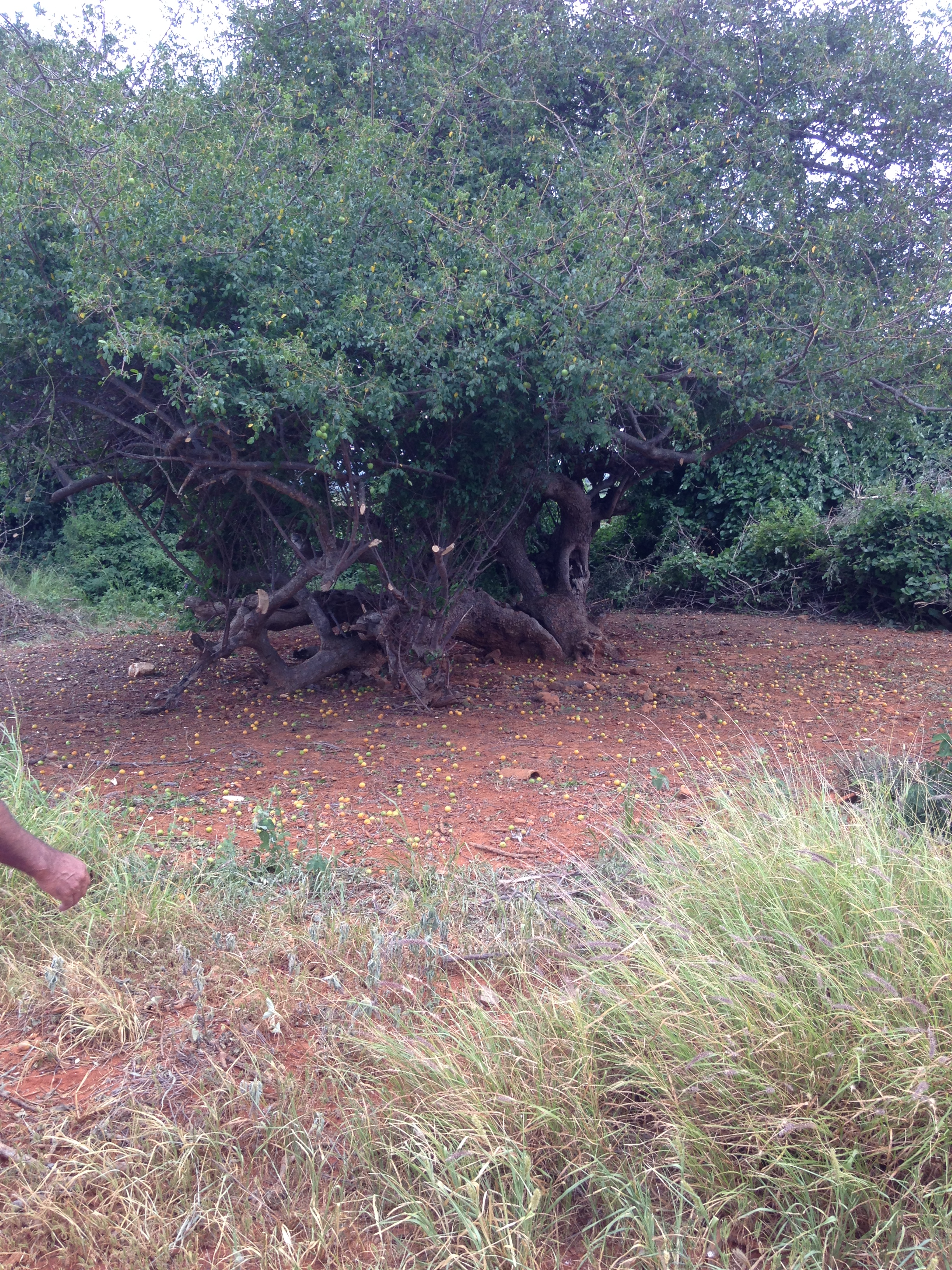
Pied de Spondias tuberosa in situ dans la localité de "roça de Vinho" (Ibipeba)
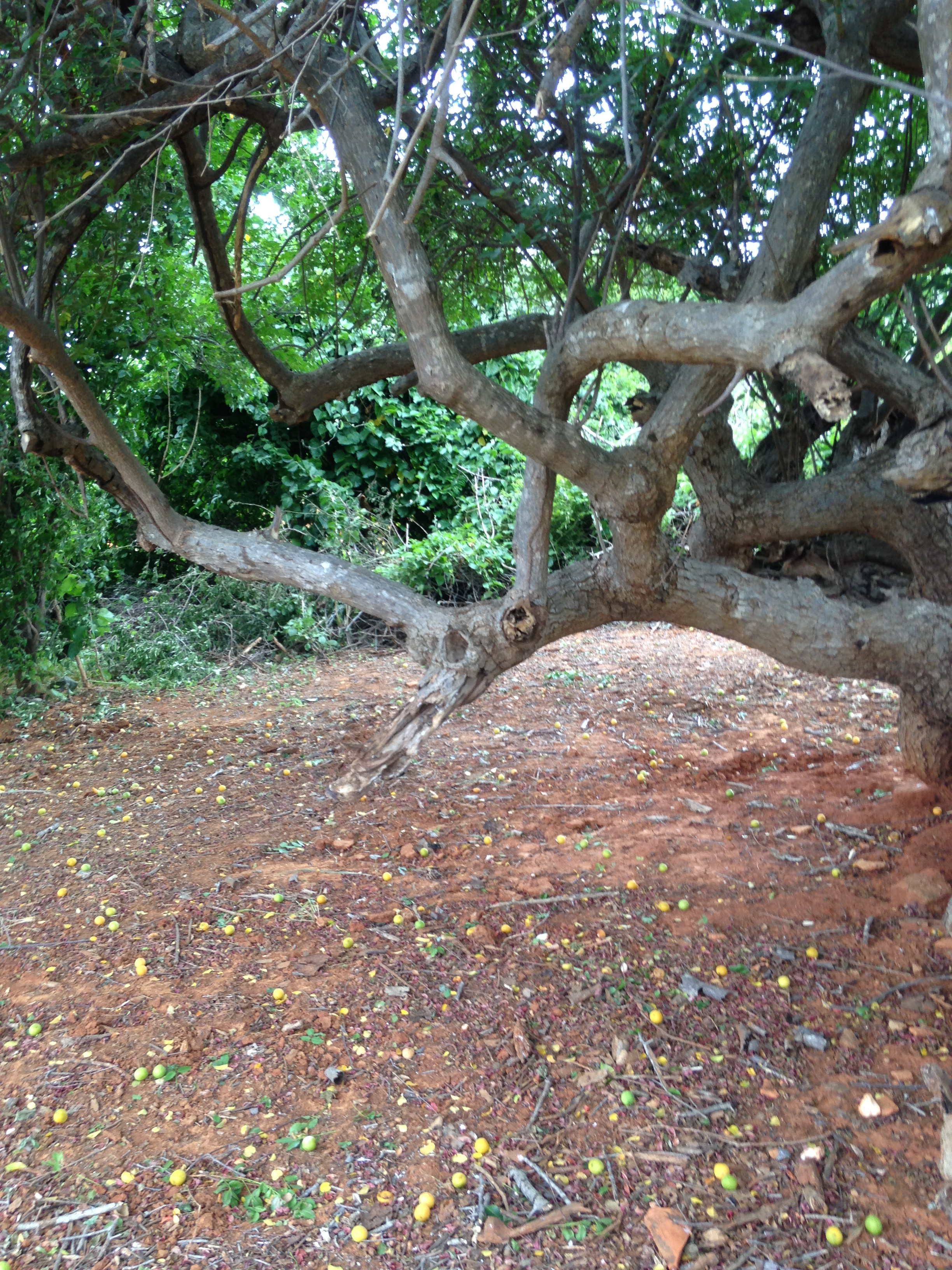
Fruits de Spondias tuberosa au sol sous l'arbre
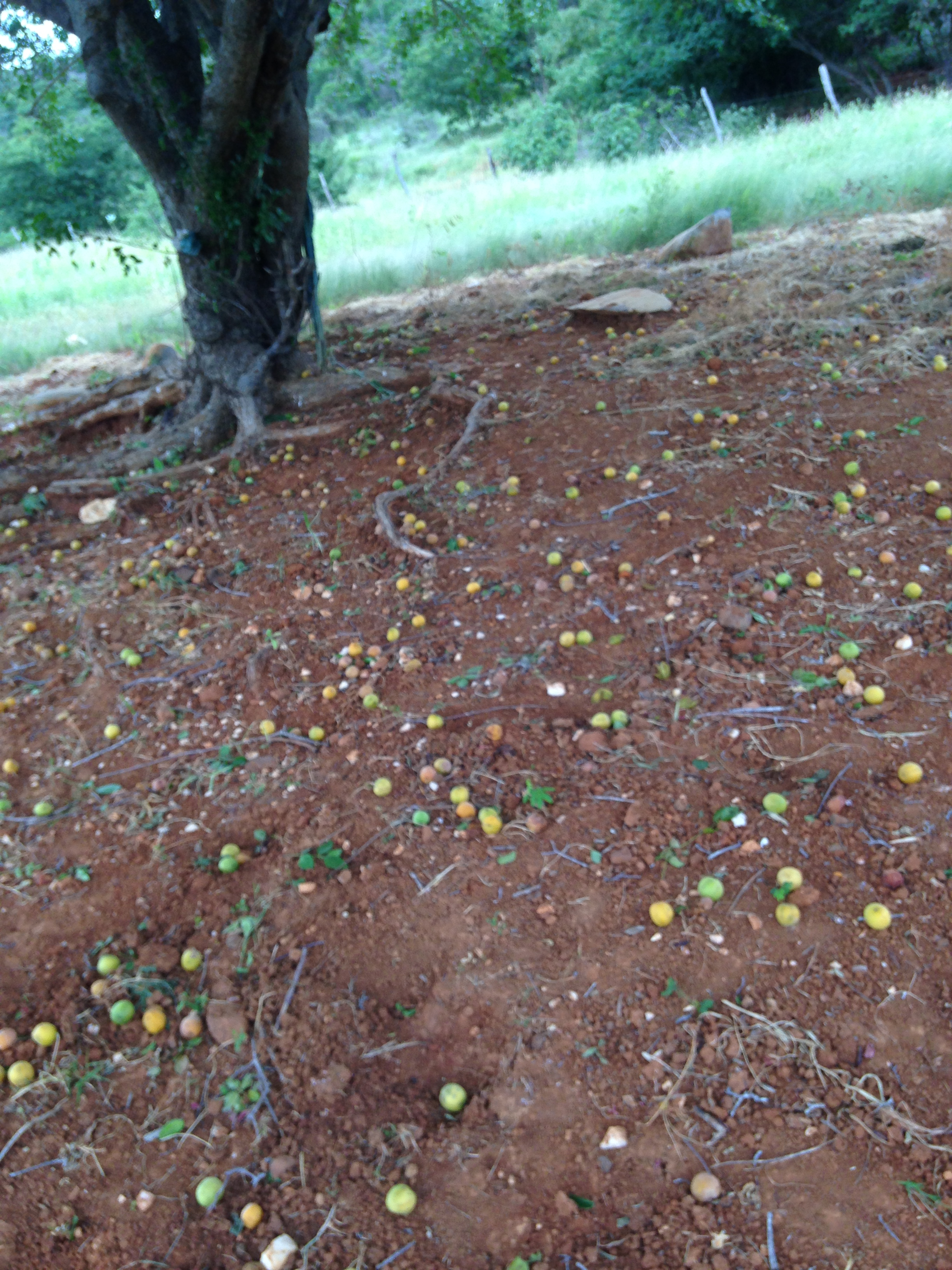
Fruits de Spondias tuberosa au sol sous l'arbre
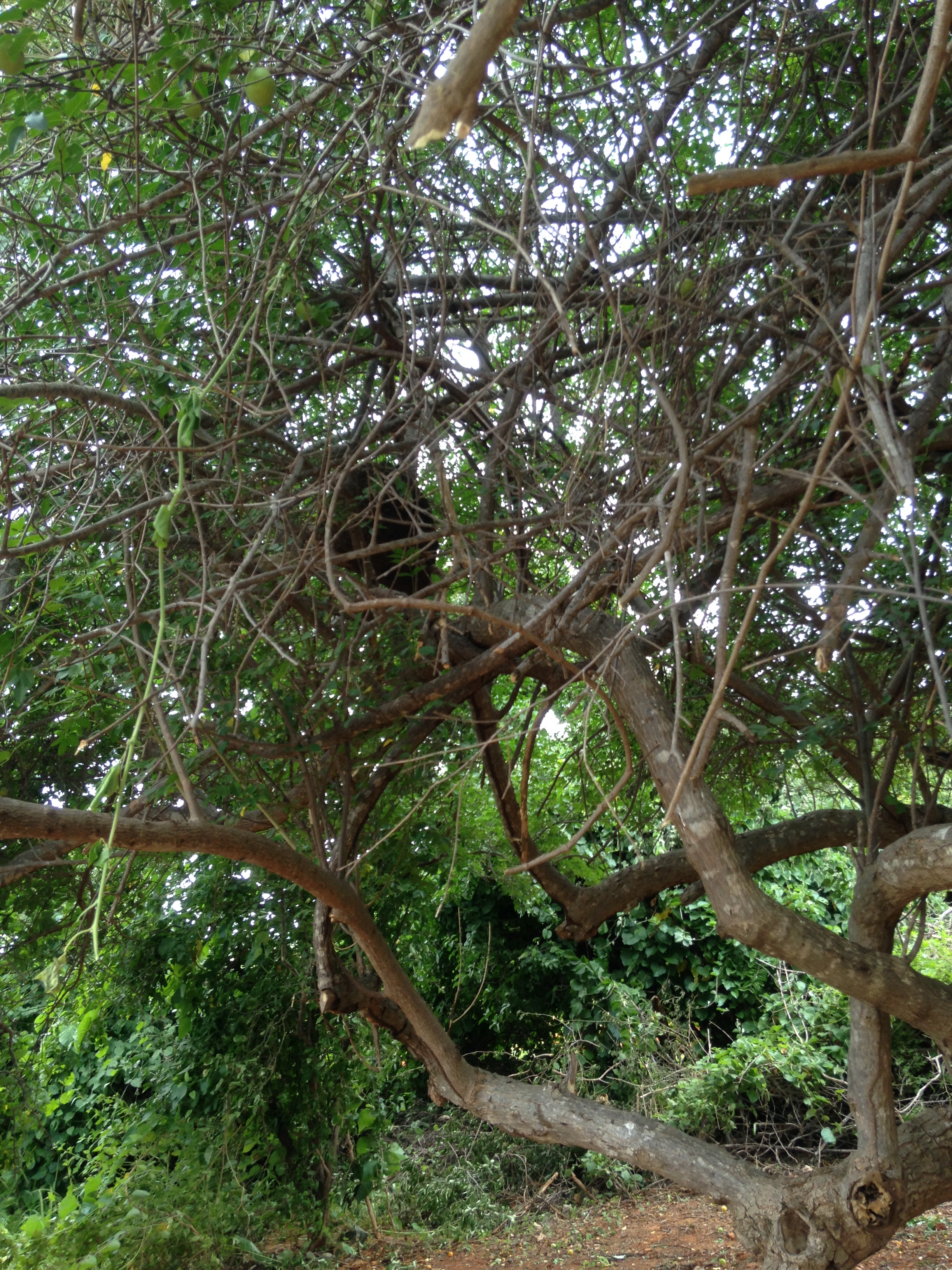
Branchages de Spondias tuberosa
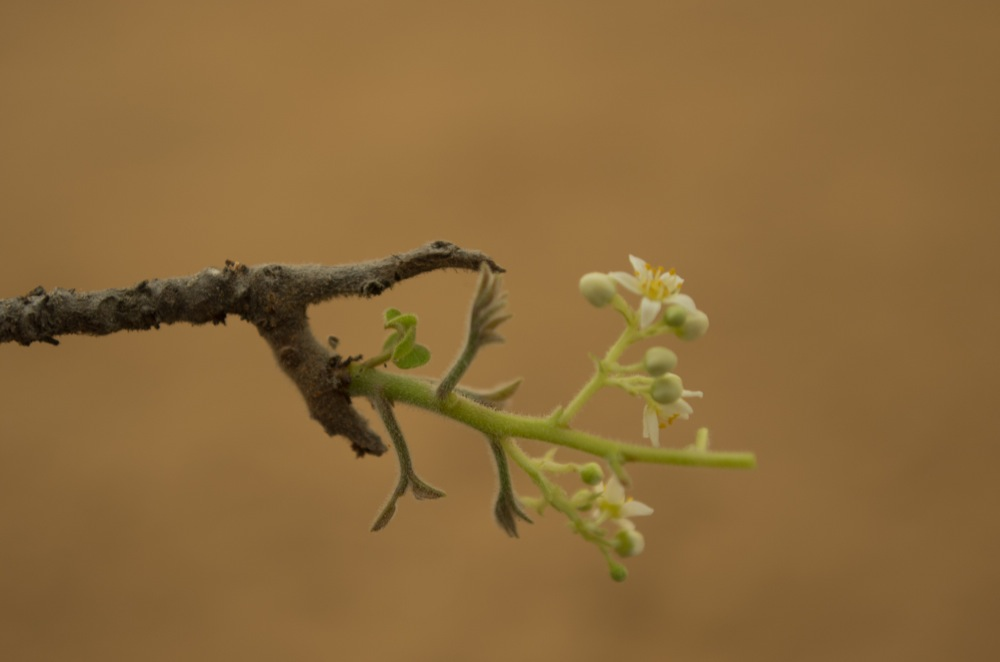
Fleurs de Spondias tuberosa

## Distribution et habitat
Spondias tuberosa est une espèce endémique du Nord-Est du Brésil, qui pousse naturellement dans la Caatinga, les broussailles naturelles de type chaparral qui se développent dans les terres arides du Sertão (Brésil).

## Utilisations alimentaires

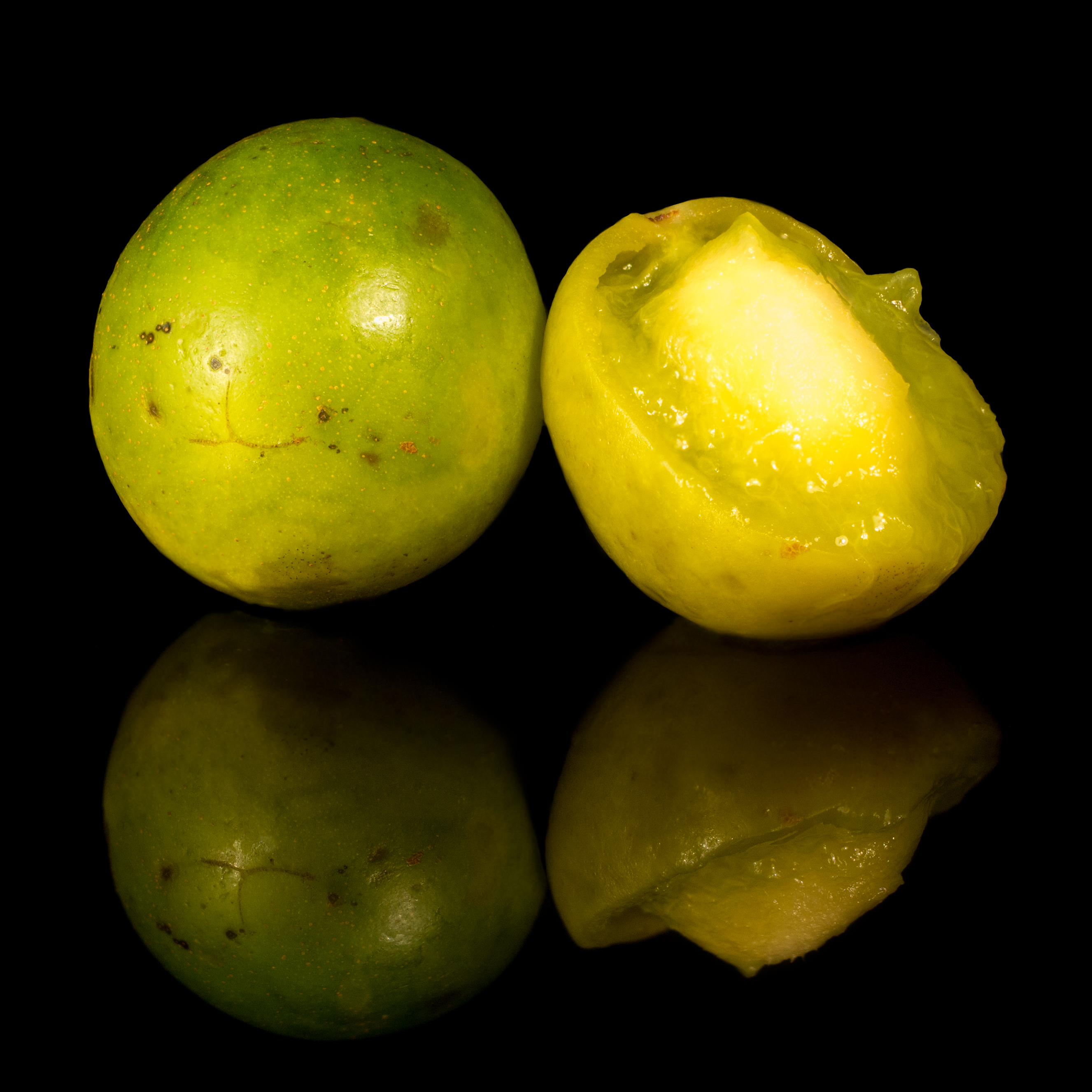
Imbu, fruit de Spondias tuberosa entier et en coupe (détail).

Les fruits de l'arbre imbu sont délicatement récoltés à la main dans des paniers et des sacs, car fragiles, ils sont facilement endommagés et au moment de la cueillette (autrefois, ces fruits étaient récoltés en battant les branches avec de longues perches, au détriment de leur saveur).
Le fruit d'imbu peut être consommé frais, ou conservé en pâte de fruits. Dans le Sertão, il est cuit jusqu'à ce que la peau et de la pulpe de se séparent. Le jus est alors récupéré, mélangé avec du sucre et cuit pendant deux autres heures. La pâte prend alors l'apparence d'une épaisse gelée brillante, à saveur légèrement astringente et appelée geléia. Le fruit d'imbu sert aussi à la production de jus de fruits, de vinaigre (jus de fruits pressés trop mûrs), et de confiture (faite en pressant ensemble plusieurs couches de pâte d'imbu séchée). On le prépare aussi en compote, en mélangeant fruits et sucre ensemble dans des bocaux. En dehors de la saison des fruits, le vinaigre est mélangé avec du lait et du sucre pour en faire une boisson riche, appelée umbuzada, qui est communément considérée comme un substitut de repas complet. Ce fruit est idéal en mélange avec des groseilles ou des prunes, en jus de fruits, en confitures ou en sorbets.
La racine tubérisée de Spondias tuberosa est consommée (ou sucée comme la canne à sucre) par les habitants du Sertão lorsque l'eau potable devient rare.

## Projets de développement

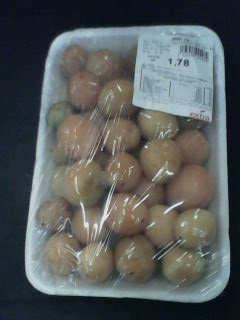
Imbu emballés prêts à la vente.

Cet arbre est une ressource importante pour l'une des régions les plus pauvres et les plus arides du Brésil, où l'agriculture locale est basée sur le maïs, les haricots, les brebis et les chèvres (la viande de chèvre séchée et salée est une des plus importants bases de la nourriture locale). 
Ce fruit était peu connu jusqu'à il y a quelques années, mais diverses ONG (IRPAA/PRO CUC, KMB, le diocèse de Lins, et l'Autrichien "Horizon 3000") ont mis en valeur l'image de l'imbu. Ces groupes ont travaillé à l'amélioration de la réputation publique des produits de la Caatinga et ont suivi le développement de la coopérative COOPER-CUC, qui fabrique des produits sans ajout de saveurs ou de colorants, dans un petit atelier à Uauá dans l'état de Bahia. Le bureau établit un protocole de production qui assure l'artisan de la qualité des produits fabriqués à partir de ces fruits et rehausse l'image des produits sur les marchés nationaux et internationaux. Les objectifs de l'étendre au-delà de l'amélioration du marché des produits agricoles afin d'inclure le développement de nouvelles opportunités de travail et de nouvelles sources de revenus, la protection de l'environnement, et de l'organisation du potentiel de la population locale, avec un accent sur la création d'emplois pour les femmes.